# Mietje Baron
Mietje Baron (Róterdam, Países Bajos, 5 de febrero de 1908-ídem, 23 de julio de 1948) fue una nadadora neerlandesa especializada en pruebas de estilo braza, donde consiguió ser subcampeona olímpica en 1928 en los 200 metros.

## Carrera deportiva
En los Juegos Olímpicos de Ámsterdam 1928 ganó la medalla de plata en los 200 metros estilo braza, con un tiempo de 3:15.2 segundos, tras la alemana Hilde Schrader (oro con 3:12.6 segundos) y por delante de otra nadadora alemana Charlotte Mühe.